# Municipio de Highland (condado de Lewis, Misuri)
Highland Township es un municipio del condado de Lewis, Misuri, Estados Unidos. Según el censo de 2020, tiene una población de 1533 habitantes.
Tiene un código de clase Z1, que indica que no está en funcionamiento (non-functioning county subdivision).

## Geografía
La subdivisión está ubicada en las coordenadas 39°59′28″N 91°42′13″O / 39.99111, -91.70361. Según la Oficina del Censo de los Estados Unidos, tiene una superficie total de 164.17 km², de la cual 163.94 km² corresponden a tierra firme y 0.23 km² están cubiertos de agua.

## Demografía
Según el censo de 2020, hay 1533 personas residiendo en la zona. La densidad de población es de 9.35 hab./km². El 96.6 % de los habitantes son blancos, el 0.1 % es afroamericano, el 0.3 % son amerindios, el 1.2 % son de otras razas y el 1.8 % son de una mezcla de razas. Del total de la población, el 1.5 % son hispanos o latinos de cualquier raza.